# Ель-Фахс
Ель-Фахс (араб. الفحص) — місто в Тунісі. Входить до складу вілаєту Загуан. Станом на 2004 рік тут проживало 19 315 осіб.